# Offizin Andersen Nexö Leipzig
Offizin Andersen Nexö Leipzig war ein Hersteller von Büchern aus Leipzig. Das Unternehmen, das durch seine Marke OAN bekannt war, bestand aus Großdruckereien, Verlags- und Industriebuchbindereien sowie einer Luxusmanufaktur. Hergestellt wurden – überwiegend für Verlage – Bücher aller Art, insbesondere Bildbände, Sachbücher, Ratgeber, Reiseführer sowie Schul- und Kinderbücher.
Das traditionsreiche Unternehmen verfügte bereits Mitte des 19. Jahrhunderts im Bereich der Buchherstellung über Weltgeltung. Die gesamte Unternehmensgruppe beschäftigte zeitweilig ca. 600 Mitarbeiter an verschiedenen Standorten.
Nach dem zweiten Insolvenzantrag binnen zwei Jahren musste das Unternehmen im April 2015 seine Geschäftstätigkeit einstellen.

## Geschichte

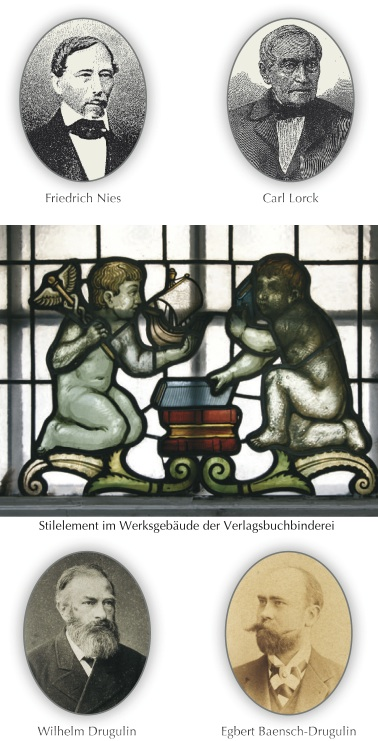

Blick in die Buchbinderei Leipzig um 1914

Drugulins Schatzkästlein, Gestaltung H. E. Wolter 1937

Die nach dem Luftangriff vom 4. Dez. 1943 zerstörte Offizin

Leipziger Kunst- & Verlagsbuchbinderei Bildmarke seit 2009

### Friedrich Nies und Carl Lorck
Offizin Andersen Nexö Leipzig führte die Tradition der Buchdruckerei und Schriftgießerei Friedrich Nies fort. Nies hatte 1829 eine der damals ältesten Leipziger Druckereien, die bereits 1746 im „Haus zum Goldenen Schiff“ gegründete Deutrich’sche Offizin, erworben. Nies, der dem Unternehmen nach der Übernahme seinen Namen gegeben hatte, ergänzte den Betrieb in der Folge um eine bedeutende Schrift- und eine Stereotypengießerei sowie eine Gravieranstalt. Bereits um 1840 druckte das Unternehmen mit seinen weitgehend selbst gegossenen Schriften in rund 300 Sprachen.
1856 verkaufte Nies die Druckerei an den in Leipzig ansässigen Dänen Carl Berendt Lorck. Der neue Eigentümer, der weiterhin unter der Firma Nies auftrat, arbeitete in den Folgejahren an einer kontinuierlichen Erweiterung des Betriebes, wobei ein besonderer Schwerpunkt auf die Herstellung fremdsprachlicher Werke gelegt wurde. Bei der Pariser Weltausstellung 1867 erhielt das Unternehmen eine Silbermedaille, wobei die Jury in ihrem offiziellen Bericht festhielt, dass zum damaligen Zeitpunkt in Frankreich nur die Imprimerie Imperial im Stande sei, ähnliches wie Nies zu leisten.

### Die Offizin Drugulin
1868 verkaufte Lorck die Buchdruckerei und Schriftgießerei Nies an Wilhelm E. Drugulin, der ergänzend auch den überaus bedeutenden Schriftenbestand der Leipziger Buchdruckerei und Schriftgießerei Carl Christoph Tauchnitz erworben hatte.
Das wichtigste Tätigkeitsfeld der unter dem neuen Namen Offizin Drugulin fusionierten Betriebe Nies und Tauchnitz war der fremdsprachliche, insbesondere orientalische Druck. Aufgrund der dauernden Erweiterung des Schriftenbestandes war die Offizin Drugulin bereits 1870 das größte Privatunternehmen der Welt für orientalische Schriften. 1876 errang die Offizin während der Weltausstellung in Philadelphia aufgrund ihrer hervorragenden Leistungen einen ersten Preis.
Als Wilhelm Drugulin 1879 verstarb, wurde das Unternehmen durch seinen Schwiegersohn Johannes Baensch-Drugulin fortgeführt. Der neue Inhaber entwickelte die Offizin sowohl im Hinblick auf Buchgestaltung und Buchdruck als auch im Bereich des fremdsprachlichen Drucks bis zum Ausbruch des Ersten Weltkrieges in immer neue Höhen. Im Jahr 1892 besaß die Offizin 894 Schriften, davon 231 orientalische, 246 Fraktur und 417 Antique, was sogar Eingang in die 14. Auflage des „Großen Brockhaus von 1898“ fand. In dieser Zeit schufen Qualität in Druck und Buchgestaltung sowie der umfassende Schriftenbestand viele enge Beziehungen zu den seinerzeit bedeutendsten Verlagshäusern wie beispielsweise die Verlage von Kurt Wolff, Ernst Rowohlt, S. Fischer und Eugen Diederichs. Mehrere, viel beachtete Zeitschriften wie „Genius“, „Die Insel“ (1899–1903) und „Pan“ (1895–1900) entstanden in der Offizin.
Salomon Mandelkerns Monumentalwerk Testamenti Concordantiae Hebraicae atque Chaldaicae eine Konkordanz zum Hebräischen Alten Testament aus dem Jahre 1896, zählt auch zu den typografischen Meisterwerken der Druckerei.
Etwa um 1884 begann die Offizin Drugulin für Geschäftspartner und Freunde einen in kleiner Auflage hergestellten Kalender herzustellen. Eine besondere Ausprägung dieser zunächst kleinformatigen Privatdrucke sind Kalender für die internationalen Orientalistenkongresse, weil die Offizin zu dieser Spezialistengruppe besonders enge Beziehungen pflegte. Später legte die Offizin keine Kalender, sondern besonders aufwendig hergestellte Bücher in unterschiedlichen Ausstattungen und Formaten als Jahresgabe vor. Diese Jahresgaben sind – unterbrochen durch beide Weltkriege und durch den Zeitraum 1996 bis 2006 – in nahezu dauernder Folge erschienen.

Marksteine der Weltliteratur in Originalschriften
Briefe an eine Freundin, Wilhelm von Humboldt, Jahresgabe der Offizin Andersen Nexö, 2008
Kalender 1897, Vademecum zum Orientalistenkongress Jahresgabe 1897

Ein Höhepunkt in der Geschichte der Offizin stellt die Herstellung des Jahrhundertwerkes „Marksteine aus der Weltliteratur in Originalschriften“ – herausgegeben anlässlich des 500. Geburtstages von Johannes Gutenberg von Johannes Baensch-Drugulin mit Buchschmuck von L. Sütterlin – dar, das 1902 ausgeliefert werden konnte. Zu dieser Zeit wurde W. Drugulin als die beste Schriftgießerei und Druckerei im deutschsprachigen Raum angesehen. Johannes Baensch-Drugulin erhielt als Anerkennung für seine herausragenden Leistungen viele verschiedene Auszeichnungen.
1906 übernahm Emil Richard Wilhelm Baensch als Prokurist in dritter Generation die kaufmännische und technische Leitung der Offizin. 1910 erschienen die ersten Drugulindrucke, die bibliophile Ausstattung mit höherer Auflagenzahl verbinden sollten.

### Die Offizin Haag Drugulin
Nachdem das Unternehmen bereits im Ersten Weltkrieg in große wirtschaftliche Schwierigkeiten geraten war, erfolgte 1928 nach mehreren Zwischenverkäufen der Zusammenschluss mit der Druckerei F. E. Haag. Der Buchdrucker Haag hatte seinen Betrieb im Herbst 1867 in Melle bei Osnabrück gegründet und aus bescheidenen Anfängen zu einem bedeutenden graphischen Unternehmen der Region entwickelt. Der damalige Inhaber, Emil Ölrich, fasste 1926 den Entschluss, seinen Betrieb in Leipzig, dem damaligen Zentrum des Buchdrucks und Buchhandels, anzusiedeln. Hierauf wurde im Jahr 1927 an der Salomonstraße 7 in Leipzig ein neues Druckereigebäude errichtet und mit 19 Druckmaschinen modernster Konstruktion und einem großen Schriftenbestand ausgestattet. 1928 erfolgte der Zusammenschluss mit der Offizin W. Drugulin zur Offizin Haag Drugulin AG (OHD). 1930 wurde die Offizin nach neuerlichen wirtschaftlichen Schwierigkeiten von Köhler & Volkmar, dem damals größten Kommissionär im deutschen Buchhandel mit Sitz in Leipzig, übernommen.
1937 gründete Ernst Kellner, der damalige künstlerische und technische Leiter die Drugulin Presse. Hierbei handelte es sich um eine kleine Werkstatt, die von einem Meister geleitet, im ständigen Wechsel Lehrlingen und Jungarbeitern des Großbetriebes die Tradition des handwerklichen Druckens vermittelte. Zunächst stellte die Presse Einblattdrucke zu bestimmten Anlässen her, erst 1939 auch einen ersten umfangreicheren Pressendruck.
Die Offizin wurde im Zweiten Weltkrieg nach zwei Luftangriffen zu 60 % zerstört. Beim Luftangriff in der Nacht vom 3. auf den 4. Dezember 1943 wurde das Verwaltungsgebäude zerstört und Ernst Kellner kam ums Leben. Die Zahl der Belegschaftsmitglieder sank von 340 im Jahr 1938 auf 171 im Jahr 1945.
Auf Basis des Volksentscheids in Sachsen wurden die Offizin Haag Drugulin AG und weitere Unternehmen des graphischen Gewerbes 1946 enteignet und unter dem Namen VEB Offizin Haag-Drugulin der Stadt Leipzig übergeben. Das Unternehmen arbeitete zu diesem Zeitpunkt vorwiegend an Aufträgen für die sowjetische Militärverwaltung. 1948 übernahm der aus der Kriegsgefangenschaft zurückgekehrte Horst Erich Wolter (1906–1984) die künstlerische und technische Leitung der Offizin. Eckehart Schumacher-Gebler übernahm den Leipziger Betrieb nach der Wende und führte ihn in Dresden weiter. Nach dem Tod Schumacher-Geblers ist die Zukunft des Betriebs ungewiss.

### Die Offizin Andersen Nexö

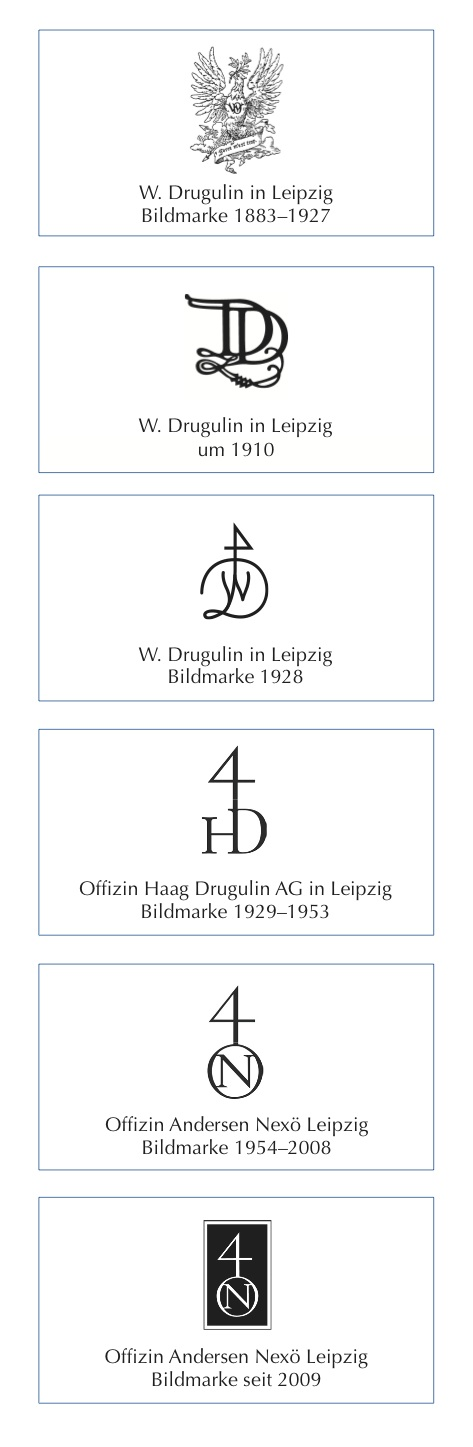

1954 erhielten viele Unternehmen der DDR die Anweisung, sämtliche Firmen, die die Namen der früheren Besitzer auswiesen, mit Namen bekannter sozialistischer Persönlichkeiten umzubenennen. Im Hinblick auf die jahrzehntelange buchherstellende Tradition wurde für die Offizin der Name des am 1. Juni 1954 in Dresden verstorbenen dänischen Romanciers, Essayisten, Publizisten und Sozialkritikers Martin Andersen Nexö ausgewählt. Die Umbenennung in Offizin Andersen Nexö (OAN) erfolgte am 26. Juni 1954, dem 85. Geburtstag des Dichters.
Nach verschiedenen Wechseln in der Leitung übernahm der Buchgestalter Siegfried Hempel für den Zeitraum von 1962 bis 1992 die Leitung des Unternehmens. Im Zuge der Konzentrationsbemühungen der wirtschaftslenkenden Stellen wurden viele vormals selbständige Leipziger graphische Unternehmen auf OAN übertragen. Bedeutende übernommene Betriebe waren das Leipziger Druckhaus (vormals Druckerei des Bibliographischen Instituts) und der graphische Großbetrieb C. G. Röder, der sich seit der Gründung als Notenstecherei im Jahr 1868 zu einem bedeutenden graphischen Betrieb mit eigener Lichtdruckabteilung entwickelt hatte.
Nachdem bereits von Offizin Haag Drugulin einige Miniaturbücher vorgelegt worden waren, knüpfte Offizin Andersen Nexö erstmals zur Internationalen Buchkunst-Ausstellung 1959 an diese Tradition an. Das erste Minibuch war das Manifest der kommunistischen Partei von Marx und Engels. In der Folge erschienen bis 1994 für verschiedene Verlage eine große Anzahl an bibliophilen Miniaturbüchern. Die Arbeit wurde vom Miniaturbuchverlag Leipzig fortgesetzt.
In den Jahren bis 1989 war Offizin Andersen Nexö trotz des Vordringens von Fotosatz und Offsetdruck bemüht, den im Unternehmen traditionell gepflegten Bleisatz und den Hochdruck zu erhalten. Hierzu wurde der gesamte Bestand an Bleisatz sowie an Hochdruckmaschinen am Standort Nonnenstraße zusammengefasst, wodurch ein in sich abgerundeter Hochdruckbetriebsteil geschaffen wurde. Im Zuge dieser Bemühungen hatte OAN seit 1948 mehrfach an die Tradition angeknüpft, den Bestand an Schriften mit Hilfe aktualisierter Schriftmusterbücher zusammenzutragen. Ab 1948 entstanden so in unregelmäßiger Abfolge umfangreiche Schrift- und Anwendungsproben für das interessierte Verlagspublikum.
1989 beschäftigte der Graphische Großbetrieb Offizin Andersen Nexö am Standort Leipzig in 15 Betriebsteilen mehr als 1.000 Mitarbeiter. Die traditionelle Spezialisierung auf die Komplettherstellung von qualitativ hochwertigen Büchern und Broschüren, ein weltweit einmaliger Bestand an Schriften- und Notenstichplatten sowie eine voll funktionsfähige Lichtdruckabteilung mit 4 Maschinen (Baujahre 1885–1895) hatten die Zeiten bis zur deutschen Wiedervereinigung überdauert.
Im Rahmen der Umstrukturierung nach 1989 wurden viele kleinere Betriebsstätten der Offizin an die Alteigentümer zurückübertragen oder geschlossen. Der Hochdruckbetrieb Nonnenstraße wurde an Eckehardt Schumacher-Gebler veräußert und beherbergt heute das auf Initiative des Käufers und mit finanzieller Unterstützung von Giesecke & Devrient gegründete Museum für Druckkunst.
Der verbleibende Kern der Offizin an den Hauptstandorten Salomonstraße und Perthesstraße/Gerichtsweg wurde im Jahr 1994 an die Münchner Familie Wartelsteiner veräußert, unter deren Führung für OAN in Zwenkau bei Leipzig im Zeitraum 1993/94 ein moderner Neubau errichtet wurde. Mit dem 1994 erfolgten Umzug in die neuen Räume und auf Basis neuester Technik konnte die Offizin an die bereits im 19. Jahrhundert errungene Spitzenstellung im Bereich der buchherstellenden Industrie im deutschsprachigen Raum anknüpfen.
1996 wurde Offizin Andersen Nexö durch das Münchner Unternehmen Treuleben & Bischof weitergeführt, wobei die Spezialisierung im Bereich Buchherstellung durch hohe Investitionen kontinuierlich ausgebaut wurde. Darüber hinaus wurde ein besonderer Schwerpunkt darauf gesetzt, die außergewöhnlich reiche buchherstellende Tradition des Unternehmens zu recherchieren und fortzusetzen.
Der in weiten Teilen veraltete Maschinenbestand wurde in den 1990ern teilweise vom Deutschen Buch- und Schriftmuseum übernommen.
Im Zeitraum zwischen 2007 und 2009 übernahm OAN sämtliche am Standort Leipzig verbliebenen graphischen Betriebe (Messedruck Leipzig GmbH, Gebr. Klingenberg Buchkunst Leipzig GmbH, Leipziger Kunst- & Verlagsbuchbinderei GmbH) sowie die in Plauen gelegene Sachsendruck Plauen GmbH.
Am 9. April 2015 wurde ein erneuter Antrag auf Insolvenz gestellt, davon waren ca. 210 Mitarbeiter betroffen. Zwischen 2012 und 2014 hatte das Unternehmen bereits ein Insolvenzverfahren in Eigenverantwortung durchlaufen. Diese zweite Insolvenz führte zur endgültigen Schließung des Werkes. Einzelne Tochtergesellschaften sollen weitergeführt werden.

Einladung zur Feierstunde aus Anlass der Umbenennung in Offizin Andersen Nexö, 1954
Spenglerallee 26–30, Zwenkau bei Leipzig, Standort ab 1995
Zwenkau 2010, Blick in die Verlagsbuchbinderei
Zwenkau 2010, Blick in die Großdruckerei

### Die Leipziger Buchwerke
Die große verlagsbuchbinderische Tradition der Offizin Andersen Nexö Leipzig wurde an den Standorten Zwenkau und Leipzig-Baalsdorf durch die 100%ige Tochtergesellschaft Leipziger Kunst- & Verlagsbuchbinderei fortgeführt. Diese, 1921 vom gleichnamigen Inhaber unter der Firma Paul Altmann gegründete und später umbenannte Buchbinderei profilierte sich am Platz Leipzig von Anfang an nicht nur durch die industrielle Herstellung hochwertiger Verlagseinbände, sondern besonders durch die Schöpfung seltener Leder-, Pergament- und bibliophiler Einbände. Das am Standort Leipzig-Baalsdorf angesiedelte Atelier für buchkünstlerische Sortimentsarbeit und eine langjährige Zusammenarbeit mit der Hochschule für Grafik und Buchkunst Leipzig ermöglichte die wertvolle Kombination industrieller und kunsthandwerklicher Fertigung. Ab 1958 entstanden hier viele bis heute unwiederholt gebliebene Faksimilierungen, unter anderem das Astronomikum Caesareum und der Atlas des großen Kurfürsten. Darüber hinaus wurde die Buchbinderei im Rahmen des von der Stiftung Buchkunst ausgerichteten Wettbewerbs der schönsten Bücher in Deutschland mehr als 150 Mal ausgezeichnet.
Die in der Leipziger Buchkunstbewegung des beginnenden 20. Jahrhunderts begründete Tradition der Feinbuchbinderei wurde durch die zur Offizin Andersen Nexö Leipzig gehörende Luxusmanufaktur Treuleben & Bischof fortgeführt. Sie hat die Insolvenz überlebt. Diese 1917 von Wilhelm Treuleben und Franz Bischof gegründete Manufaktur umfasst neben einem in der verlegerischen Tradition des Hauses Drugulin stehenden Verlages für feinste Kalender, noble Papierwaren und kunstvolle Portefeuillewaren bis heute Werkstätten für Feinbuchbinderei und Blockveredelung, sowie Ateliers für Feintäschnerei, Lederdeckenfertigung, Dekoration und Finissierung.

Leipziger Kunst- & Verlagsbuchbinderei, Leipzig, Standort seit 1994
Leipzig 2010, Blick in die Verlagsbuchbinderei
Leipzig 2010, Blick in die Produktentwicklung
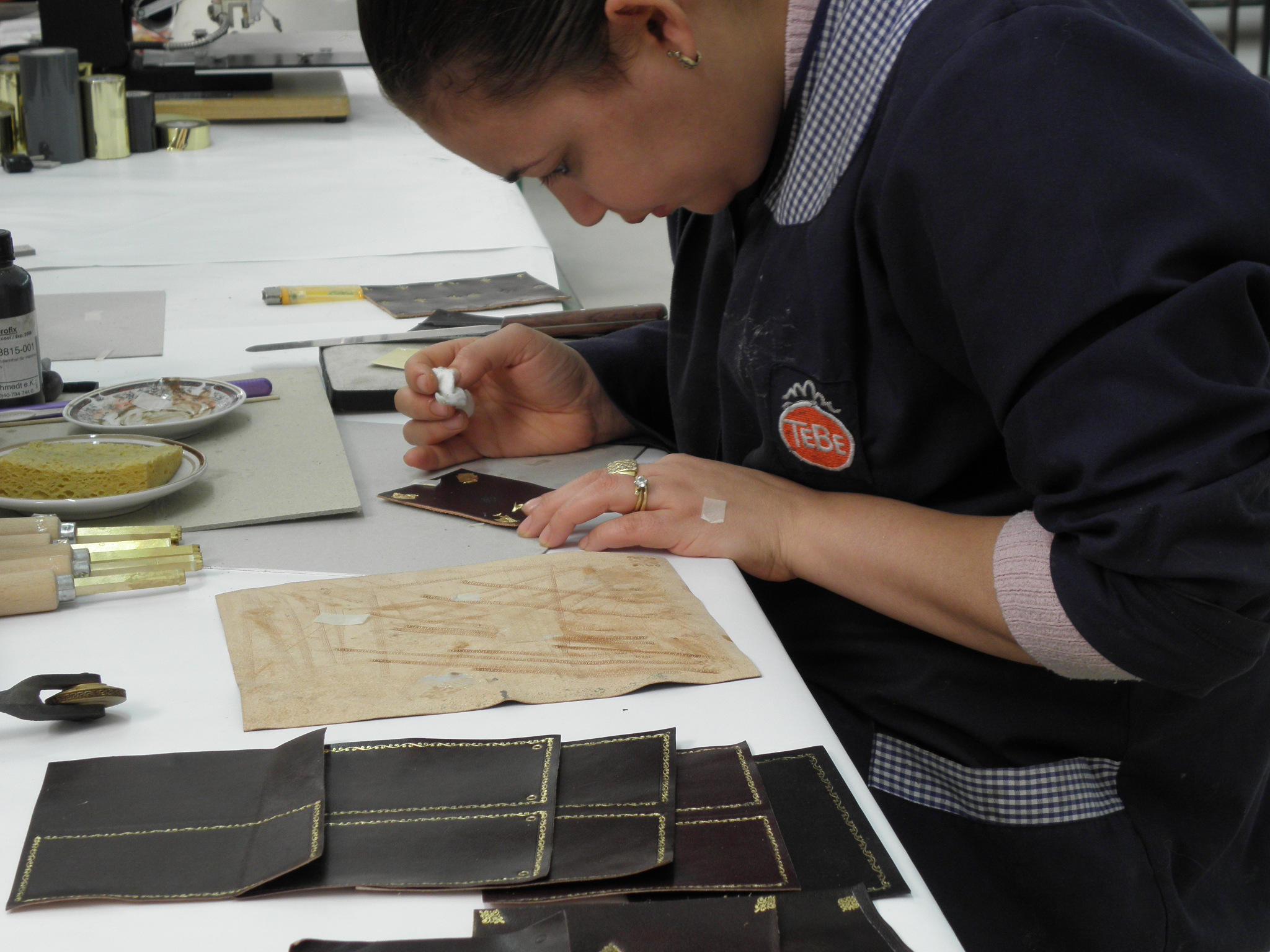
Luxusmanufaktur Treuleben & Bischof, Handvergoldung von Ledervorsätzen
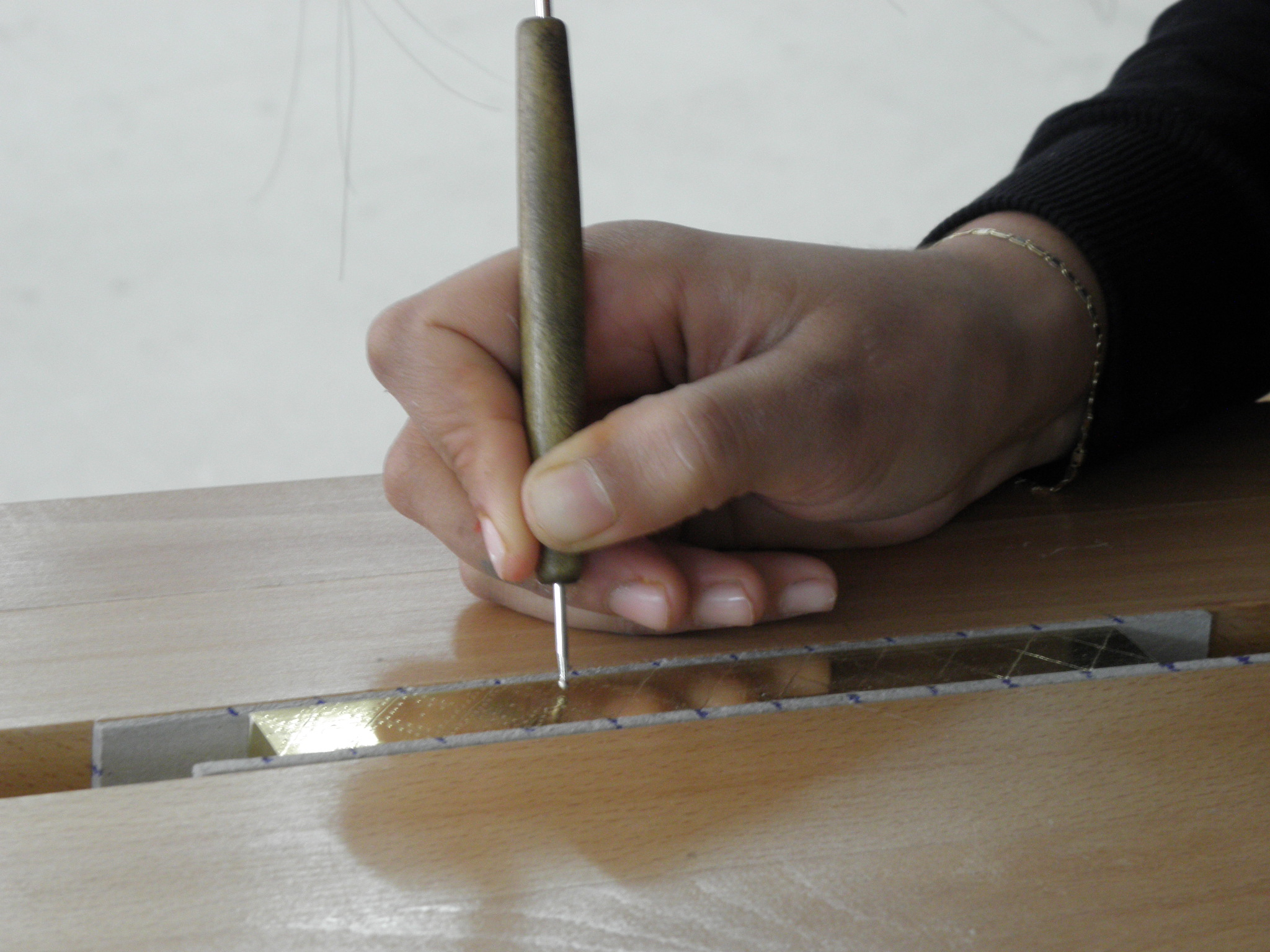
Luxusmanufaktur Treuleben & Bischof, Prozess der Schnittziselierung